# Balou du Rouet
Balou du Rouet (né le 14 juin 1999) est un étalon de robe bai foncé, issu du stud-book de l'Oldenbourg, et brièvement monté en saut d'obstacles (CSO). Considéré comme le meilleur fils du célèbre Baloubet du Rouet, il est devenu un reproducteur très réputé, bien qu'il soit porteur de la mutation à l'origine du syndrome du poulain fragile.

## Histoire
Il naît le 14 juin 1999 à l'élevage Gestüt Lewitz, à Neustadt-Glewe en Allemagne. Il remporte la finale qualificative pour le championnat national d'Allemagne avec la meilleure note, soit 9,2. Il obtient le 10, soit la note maximale, lors du test en saut.
Il concourt en saut d'obstacles jusqu'au niveau 1,50 m, puis est voué à la reproduction.

## Description
Balou du Rouet est un étalon de robe bai foncé, inscrit au stud-book de l'Oldenbourg. Il mesure 1,71 m. Il est porteur de la mutation à l'origine du syndrome du poulain fragile.

## Origines
Balou du Rouet est un fils de l'étalon Selle français Baloubet du Rouet et de la jument Oldenbourg Georgia, par Continue,.

## Descendance
Balou du Rouet est approuvé à la reproduction dans les stud-books Oldenbourg, Rhénan sang-chaud, Hanovrien, Westphalien, Zangersheide, Holsteiner et Selle français. Il a été approuvé dans son pays de naissance dès 2000, puis en France en 2004.
Il a reçu le label d'étalon reproducteur élite pour le concours complet d'équitation. Il est le père d'une quarantaine d'étalons approuvés à leur tour, dont Balloon, Baltimore, Balougraph, Bisquet Balou, Balou Star, Burberry 9, Be Bravo, et Balou de Cœur Joye. Il est aussi le père du hongre Balou Rubin R, et des chevaux de concours complet Billy The Red, Ballbreaker SD et Rêve du Rouet.
En 2017, Balou du Rouet était le second étalon le plus demandé en France. En 2018, il est classé 4e meilleur étalon reproducteur mondial pour le concours complet par la WBFSH, et 9e meilleur étalon mondial d'obstacle.